# NBA G League
National Basketball Association Development League lepiej znana jako D-League, a obecnie NBA G League – oficjalnie popierana i kierowana przez NBA organizacja mającą na celu rozwój koszykówki.
Liga rozpoczęła działalność w sezonie 2001/2002 jako National Basketball Development League. Nazwa ligi zmieniła się latem 2005. Gra w niej wielu zawodników przed draftem do NBA lub ci, z których na razie zrezygnowano. W NBDL grało liczne grono zawodników NBA, takich jak: Marcin Gortat, Jeremy Lin, Matt Barnes, Rafer Alston, Chris Andersen, Jordan Farmar, Ramon Sessions, Devin Brown, Chuck Hayes, Bobby Simmons, Mikki Moore, Gerald Green, Danny Green, Ricky Davis, Damon Jones, C.J. Watson, Dahntay Jones, J.J. Barea, Jamario Moon, Martell Webster, Shannon Brown, Smush Parker, Brandon Bass, Von Wafer.

## Powiązania zespołów z drużynami NBA – sezon 2015/16
Na podstawie
| Eastern Conference (Konferencja Wschodnia) | Eastern Conference (Konferencja Wschodnia) |
| Central Division                           | Central Division                           |
| ------------------------------------------ | ------------------------------------------ |
| Canton Charge                              | Cleveland Cavaliers                        |
| Fort Wayne Mad Ants                        | Indiana Pacers                             |
| Grand Rapids Drive                         | Detroit Pistons                            |
| Iowa Energy                                | Memphis Grizzlies                          |
| Sioux Falls Skyforce                       | Miami Heat                                 |
| Atlantic Division                          |                                            |
| Delaware 87ers                             | Philadelphia 76ers                         |
| Erie BayHawks                              | Orlando Magic                              |
| Maine Red Claws                            | Boston Celtics                             |
| Raptors 905                                | Toronto Raptors                            |
| Westchester Knicks                         | New York Knicks                            |
| Western Conference (Konferencja Zachodnia) |                                            |
| Pacific Division                           |                                            |
| Bakersfield Jam                            | Phoenix Suns                               |
| Idaho Stampede                             | Utah Jazz                                  |
| Los Angeles D-Fenders                      | Los Angeles Lakers                         |
| Reno Bighorns                              | Sacramento Kings                           |
| Santa Cruz Warriors                        | Golden State Warriors                      |
| Southwest Division                         |                                            |
| Austin Spurs                               | San Antonio Spurs                          |
| Oklahoma City Blue                         | Oklahoma City Thunder                      |
| Rio Grande Valley Vipers                   | Houston Rockets                            |
| Texas Legends                              | Dallas Mavericks                           |

## Nieistniejące / przeniesione zespoły
| Zespół                                | Miasto                          | Lata aktywności | Powiązania z klubami NBA | Nota                                      |
| ------------------------------------- | ------------------------------- | --------------- | --- | ----------------------------------------- |
| Albuquerque / New Mexico Thunderbirds | Albuquerque, Nowy Meksyk        | 2005–2011       | Cleveland Cavaliers, Dallas Mavericks, Indiana Pacers, Miami Heat, New Orleans Hornets, Orlando Magic, Philadelphia 76ers, Phoenix Suns, Sacramento Kings, Seattle SuperSonics, Utah Jazz | Po przeniesieniu Canton Charge            |
| Anaheim Arsenal                       | Anaheim, Kalifornia             | 2006–2009       | Atlanta Hawks, Los Angeles Clippers, Orlando Magic, Portland Trail Blazers | Po przeniesieniu Springfield Armor        |
| Arkansas RimRockers                   | Little Rock, Arkansas           | 2004–2007       | Atlanta Hawks, Cleveland Cavaliers, Memphis Grizzlies, Miami Heat, Toronto Raptors | Zawieszony przez właścicieli              |
| Asheville Altitude                    | Asheville, Karolina Północna    | 2001–2005       | Brak | Po przeniesieniu Tulsa 66ers              |
| (North) Charleston Lowgators          | Charleston, Karolina Południowa | 2001–2004       | Brak | Po przeniesieniu Florida Flame            |
| Colorado 14ers                        | Broomfield, Kolorado            | 2006–2009       | Denver Nuggets, New Jersey Nets, Toronto Raptors | Po przeniesieniu Texas Legends            |
| Columbus Riverdragons                 | Columbus, Georgia               | 2001–2005       | Brak | Po przeniesieniu Austin Toros             |
| Dakota Wizards                        | Bismarck, Dakota Północna       | 2006–2012       | Chicago Bulls, Golden State Warriors, Memphis Grizzlies, Washington Wizards | Po przeniesieniu Santa Cruz Warriors      |
| Fayetteville Patriots                 | Fayetteville, Karolina Północna | 2001–2006       | Charlotte Bobcats, Detroit Pistons, New York Knicks | Rozwiązany przez ligę                     |
| Florida Flame                         | Fort Myers, Floryda             | 2004–2006       | Boston Celtics, Miami Heat, Minnesota Timberwolves, Orlando Magic | Rozwiązany przez właścicieli              |
| Fort Worth Flyers                     | Fort Worth, Teksas              | 2005–2007       | Charlotte Bobcats, Dallas Mavericks, Golden State Warriors, Los Angeles Lakers, Philadelphia 76ers, Portland Trail Blazers                                                                | Zawieszony przez właścicieli              |
| Greenville Groove                     | Greenville, Karolina Południowa | 2001–2003       | Brak | Rozwiązany przez ligę                     |
| Huntsville Flight                     | Huntsville, Alabama             | 2001–2005       | Brak | Po przeniesieniu Albuquerque Thunderbirds |
| Mobile Revelers                       | Mobile, Alabama                 | 2001–2003       | Brak | Rozwiązany przez ligę                     |
| Roanoke Dazzle                        | Roanoke, Wirginia               | 2001–2006       | New Jersey Nets, Philadelphia 76ers, Washington Wizards | Rozwiązany przez ligę                     |
| Springfield Armor                     | Springfield, Massachusetts      | 2009–2014       | New Jersey/Brooklyn Nets, New York Knicks, Philadelphia 76ers | Po przeniesieniu Grand Rapids Drive       |
| Utah Flash                            | Orem, Utah                      | 2007–2011       | Atlanta Hawks, Boston Celtics, Utah Jazz | Po przeniesieniu Delaware 87ers           |

## Rozwój ligi
| Rok     | Liczba zespołów | Nowo powstałe zespoły | Rozwiązane zespoły                   | Zespoły dołączone z innych lig                                                    | Powracające zespoły   | Zawieszone zespoły                    | Zmiany nazw / relokacje zespołów                                                                                   |
| 2001–02 | 8               | Asheville Altitude North Charleston Lowgators Columbus Riverdragons Fayetteville Patriots Greenville Groove Huntsville Flight Mobile Revelers Roanoke Dazzle |                                      |                                                                                   |                       |                                       | |
| 2002–03 | 8               | |                                      |                                                                                   |                       |                                       | |
| 2003–04 | 6               | | Greenville Groove Mobile Revelers    |                                                                                   |                       |                                       | Charleston Lowgators                                                                                               |
| 2004–05 | 6               | |                                      |                                                                                   |                       |                                       | Charleston Lowgators → Florida Flame                                                                               |
| 2005–06 | 8               | Fort Worth Flyers |                                      | Arkansas RimRockers                                                               |                       |                                       | Asheville Altitude → Tulsa 66ers Columbus Riverdragons → Austin Toros Huntsville Flight → Albuquerque Thunderbirds |
| 2006–07 | 12              | Anaheim Arsenal Los Angeles D-Fenders | Fayetteville Patriots Roanoke Dazzle | Bakersfield Jam Colorado 14ers Dakota Wizards Idaho Stampede Sioux Falls Skyforce |                       | Florida Flame                         | |
| 2007–08 | 14              | Fort Wayne Mad Ants Iowa Energy Rio Grande Valley Vipers Utah Flash                                                                                          | Florida Flame                        |                                                                                   |                       | Arkansas RimRockers Fort Worth Flyers | |
| 2008–09 | 16              | Erie BayHawks Reno Bighorns |                                      |                                                                                   |                       |                                       | |
| 2009–10 | 16              | Maine Red Claws |                                      |                                                                                   |                       |                                       | Anaheim → Springfield Colorado → Frisco (będzie występować od sezonu 2010–11)                                      |
| 2010–11 | 16              | |                                      |                                                                                   |                       | Los Angeles D-Fenders                 | Albuquerque Thunderbirds → New Mexico Thunderbirds (zmiana hali)                                                   |
| 2011–12 | 16              | |                                      |                                                                                   | Los Angeles D-Fenders | Utah Flash                            | New Mexico Thunderbirds → Canton Charge                                                                            |
| 2012–13 | 16              | |                                      |                                                                                   |                       |                                       | Dakota Wizards → Santa Cruz Warriors                                                                               |
| 2013–14 | 17              | |                                      |                                                                                   |                       |                                       | Utah Flash → Delaware 87ers                                                                                        |
| 2014–15 | 18              | Westchester Knicks |                                      |                                                                                   |                       |                                       | Austin Toros → Austin Spurs Tulsa 66ers → Oklahoma City Blue Springfield Armor → Grand Rapids Drive                |

## Finały
| Sezon   | Mistrz                                    | Rezultat                                  | Finalista                                 | MVP                                       |
| ------- | ----------------------------------------- | ----------------------------------------- | ----------------------------------------- | ----------------------------------------- |
| 2001/02 | Greenville Groove                         | 2-0                                       | North Charleston Lowgators                |                                           |
| 2002/03 | Mobile Revelers                           | 2-1                                       | Fayetteville Patriots                     |                                           |
| 2003/04 | Asheville Altitude                        | 108-106 (dogrywka)                        | Huntsville Flight                         |                                           |
| 2004/05 | Asheville Altitude (2)                    | 90-67                                     | Columbus Riverdragons                     |                                           |
| 2005/06 | Albuquerque Thunderbirds                  | 119-108                                   | Fort Worth Flyers                         |                                           |
| 2006/07 | Dakota Wizards                            | 129-121 (dogrywka)                        | Colorado 14ers                            |                                           |
| 2007/08 | Idaho Stampede                            | 2–1 (89–95, 90–89, 108–101)               | Austin Toros                              |                                           |
| 2008/09 | Colorado 14ers                            | 2–0 (136–131, 123–104)                    | Utah Flash                                |                                           |
| 2009/10 | Rio Grande Valley Vipers                  | 2–0 (124-107, 97-94)                      | Tulsa 66ers                               |                                           |
| 2010/11 | Iowa Energy                               | 2–1 (123–106, 122–141, 119–111)           | Rio Grande Valley Vipers                  |                                           |
| 2011/12 | Austin Toros                              | 2–1 (101–109 (OT), 113–94, 122–110)       | Los Angeles D-Fenders                     |                                           |
| 2012/13 | Rio Grande Valley Vipers (2)              | 2–0 (112–102, 102–91)                     | Santa Cruz Warriors                       | Glen Rice Jr. (Vipers)                    |
| 2013/14 | Fort Wayne Mad Ants                       | 2–0 (102–92, 119–113)                     | Santa Cruz Warriors                       |                                           |
| 2014/15 | Santa Cruz Warriors (2)                   | 2–0 (119–115, 109–96)                     | Fort Wayne Mad Ants                       | Elliot Williams (Warriors)                |
| 2015/16 | Sioux Falls Skyforce                      | 2–1 (104–99, 102–109, 91–63)              | Los Angeles D-Fenders                     | Jarnell Stokes (Skyforce)                 |
| 2016/17 | Raptors 905                               | 2–1 (106–119, 95–85, 122–96)              | Rio Grande Valley Vipers                  | Pascal Siakam (Raptors)                   |
| 2017/18 | Austin Spurs (2)                          | 2–0 (98-76)                               | Raptors 905                               | Nick Johnson (Spurs)                      |
| 2018/19 | Rio Grande Valley Vipers (3)              | 2–1                                       | Long Island Nets                          | Isaiah Hartenstein (Vipers)               |
| 2019/20 | Nie rozegrano play-off z powodu COVID-19. | Nie rozegrano play-off z powodu COVID-19. | Nie rozegrano play-off z powodu COVID-19. | Nie rozegrano play-off z powodu COVID-19. |
| 2020/21 | Lakeland Magic                            | 1–0                                       | Delaware Blue Coats                       | Devin Cannady (Magic)                     |

## Nagrody
- MVP sezonu
- MVP meczu gwiazd
- Debiutanci Roku
- Obrońcy Roku
- Impact Players of the Year
- Nagroda fairplay/Jason Collier Sportsmanship Award
- Największy postęp sezonu
- Trener Roku/Dennis Johnson Coach of the Year
- Menedżer Roku/Executive of the Year

### Development Champion Award
Nagroda przyznawana drużynie za najlepszy rozwój młodych zawodników.
- 2011–12 Los Angeles D-Fenders
- 2012–13 Rio Grande Valley Vipers
- 2013–14 Santa Cruz Warriors